# Michal Křemen
Michal Křemen (* 29. července 1981 Mariánské Lázně) je český basketbalista hrající Národní basketbalovou ligu za tým BK Olomoucko. Hraje na pozici křídla, je vysoký 200 cm,
váží 96 kg. Je odchovancem TJ Slovan Mariánské Lázně.

## Kariéra
- 2001 – 2003 : BC BVV ŽS Brno
- 2003 – 2006 : A Plus OHL ŽS Brno BC
- 2006 – 2012 : ČEZ Basketball Nymburk
- 2012 – 2014 : APOEL B.C.
- 2014 – 2015 : Energia Târgu Jiu
- 2015 – 2017 : MMCITÉ Brno
- od 2017 : BK Olomoucko

## Statistiky
| Sezóna   | Soutěž      | Odehrané minuty | Průměr na zápas | Body | Průměr na zápas |
| -------- | ----------- | --------------- | --------------- | ---- | --------------- |
| 2001/02  | Mattoni NBL | 275.8           | 9.2             | 79   | 2.6             |
| 2002/03  | Mattoni NBL | 396.8           | 10.7            | 134  | 3.6             |
| 2003/04  | Mattoni NBL | 494.4           | 13.0            | 168  | 4.4             |
| 2003/04  | Český pohár | 27.9            | 27.9            | 10   | 10.0            |
| 2004/05  | Mattoni NBL | 1100.2          | 28.2            | 456  | 11.7            |
| 2004/05  | Český pohár | 35.5            | 35.5            | 9    | 9.0             |
| 2005/06  | Mattoni NBL | 837.2           | 25.4            | 326  | 9.9             |
| 2005/06  | Český pohár | 26.4            | 26.4            | 4    | 4.0             |
| 2006/07* | Mattoni NBL | 274.0           | 17.1            | 82   | 5.1             |

* rozehraná sezóna, údaje k 20.1.2007